# Ульюм (департамент)
Департамент Ульюм  (исп. Departamento de Ullum) — департамент в Аргентине в составе провинции Сан-Хуан.
Территория — 4391 км². Население — 4886 человек. Плотность населения — 1,10 чел./км².
Административный центр — Вилья-Ибаньес.

## География
Департамент расположен в центральной части провинции Сан-Хуан.
Департамент граничит:
- на северо-востоке — с департаментом Хачаль
- на востоке — с департаментом Альбардон
- на юго-востоке — с департаментом Ривадавия
- на юге — с департаментом Сонда
- на западе — с департаментом Калингаста
- на северо-западе — c департаментом Иглесия

## Важнейшие населенные пункты[2]
| № | Населённый пункт | Населённый пункт (исп.) | Категория | Население чел. (2010) | На карте                        |
| - | ---------------- | ----------------------- | --------- | --------------------- | ------------------------------- |
| 1 | Вилья-Ибаньес    | Villa Ibáñez            | город     | 4421                  | 31°27′26″ ю. ш. 68°43′19″ з. д. |